# Argyre (cuadrángulo)

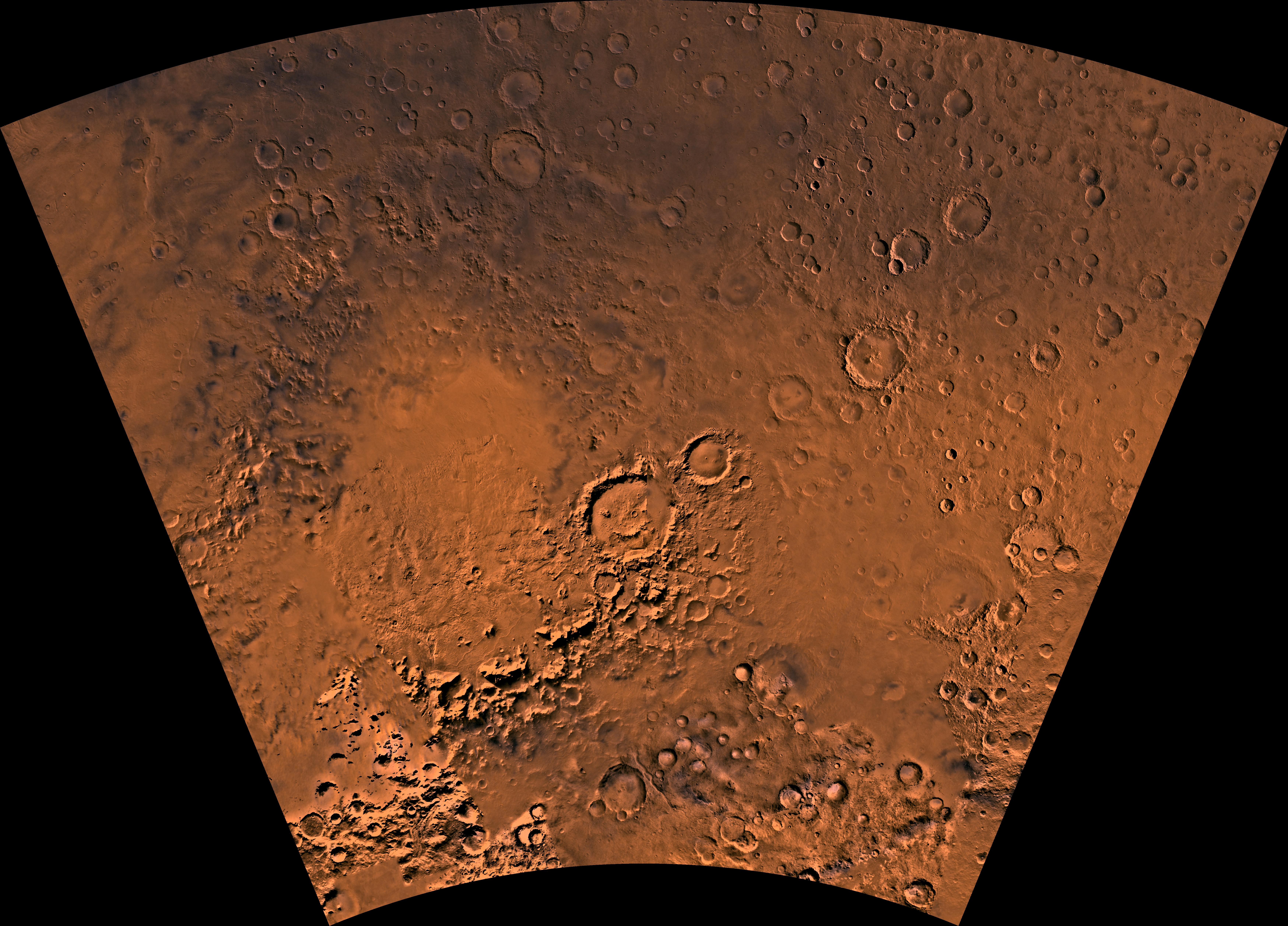
Imagen del Cuadrángulo de Argyre (MC-26). La parte central occidental contiene la cuenca de Argyre, definida por un borde de bloques montañosos escarpados que rodea una extensión casi circular de llanuras de color claro. La gran cuenca está rodeada de tierras altas llenas de cráteres.

El cuadrángulo de Argyre es uno de una serie de 30 mapas cuadrangulares de Marte utilizados por el Programa de Investigación de Astrogeología del Servicio Geológico de los Estados Unidos (USGS). El cuadrángulo de Argyre también se conoce como MC-26 (Mars Chart-26). Contiene Argyre Planitia y parte de Noachis Terra.

## Nombre
La palabra Argyre lleva el nombre de una plata legendaria en la desembocadura del Ganges, Arakan, Berma.
El cuadrilátero de Argyre cubre el área de 0° a 60° de longitud oeste y de 30° a 65° de latitud sur en Marte. Contiene el cráter Galle, que se asemeja a una cara sonriente y la cuenca de Argyre, un cráter de impacto gigante. Una investigación publicada en la revista Icarus ha encontrado pozos en el cráter Hale que son causados por eyecciones calientes que caen sobre un suelo que contiene hielo. Los pozos están formados por calor que forma vapor que sale de grupos de pozos simultáneamente, y por lo tanto se aleja de la eyección del pozo. Muchas laderas empinadas en este cuadrilátero contienen barrancos, que se cree que se formaron por flujos de agua relativamente recientes.